# Colt Model 1905 Automatic Pistol

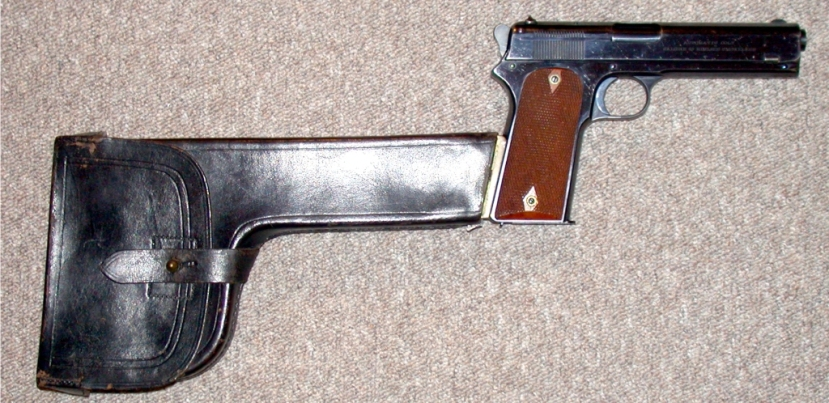
Colt 1905 mit kombinierten Holster – Anschlagschaft

Die Colt Model 1905 Automatic Pistol ist die erste in Serie gebaute Selbstladepistole im Kaliber .45. Sie wurde in den USA von John Moses Browning entwickelt.

## Technik
Diese erste von der Firma Colt im Kaliber .45 ACP in Serie hergestellte Selbstladepistole, ein Rückstoßlader, funktioniert nach dem gleichen Prinzip wie ihre ab 1900 gebauten Vorgänger im Kaliber .38 Colt Rimless Smokeless. Wie bei diesen werden der Lauf und Verschlussschlitten durch auf dem hinteren Laufende liegende Kämme verriegelt, die in im Inneren des Schlittens vor der Auswurföffnung eingefräste Nuten einrasten. Beim Zurücklauf von Lauf und Verschluss nach dem Schuss wird der Lauf durch hinten und vorne am Griffrahmen angelenkte Kettenglieder parallel heruntergezogen und entriegelt (Browning U.S. Pat. 580,924, Apr. 20, 1897). Dieses in den USA „Parallel-Ruler“ genannte System und spätere Entwicklungen, bei denen ein hinten am Lauf angebrachtes Kettenglied diesen abkippt und entriegelt, werden als Browning-System bezeichnet. Der mit dem Daumen betätigte Sicherungsschieber ist links am Gehäuse angebracht, er blockiert den Abzug, zudem blockiert er den Verschlussschlitten in offener Stellung. Das Magazin dieser ersten automatischen .45-Pistolen fasst 7 Schuss, die Lauflänge beträgt 5 Zoll, resp. 12,7 cm.

## Geschichte
Die Colt’s Patent Fire Arms Manufacturing Co. entwickelte diese Waffe im Kaliber .45 des früher verwendeten Colt-Single-Action-Army-Revolvers, da die Mannstoppwirkung der Vorgänger im Kaliber .38 von der amerikanischen Armee als ungenügend beurteilt wurde, dies führte zur Bestellung von 200 Exemplaren für Tests durch die Beschaffungsbehörden der US Army. Weiterentwicklungen der Waffe endeten 1910/11 mit der Einführung des Colt MODEL OF 1911 U.S. ARMY als Ordonnanzpistole der US-Streitkräfte.
Die Waffe war kein großer kommerzieller Erfolg, ihre Konstruktion erwies sich aber als bedeutsam für die Entwicklung künftiger Faustfeuerwaffen. Die hiermit eingeführten Lösungen wurden vielfach aufgegriffen und modifiziert, haben sich jedoch in ihrer grundlegenden Form bis heute bewährt. Ein Beispiel dafür lieferte der Konstrukteur selbst. Browning sann weiter auf den Zuschlag für die Militärpistole und beherzigte die Vorgaben zur Munition. Er griff auf Hülsen von Standard-Gewehrpatronen der Armee zurück, kürzte sie auf 23 mm und versah sie mit .45er-Geschossen. In verbesserter Form entstand daraus später die Patrone .45 ACP für eine neu entwickelte Pistole in diesem Kaliber, das Modell Colt M1905 . Aus dieser Waffe wurden bis 1911 diverse Prototypen entwickelt, die schließlich zur Ordonnanzpistole der US-Streitkräfte, dem Colt MODEL OF 1911 führten.
Vom Colt Model 1905 .45 Automatic Pistol wurden von 1905 bis 1911 nur 6.100 Stück hergestellt, die Konkurrenz des Colt M11 war zu groß. Zudem zeigten sich Festigkeitsprobleme am Griffstück, ab Seriennummer 3600 wurden diese massiver hergestellt. Diverse Griffstücke älterer Fertigung mussten später durch die Firma ersetzt werden, diese Waffen sind an der abweichenden Farbe der Brünierung erkennbar. Die ersten Colt-Model-1905-Pistolen hatten geriffelte hölzerne Griffschalen, später wurden diese durch geriffelte Hartgummi-Schalen ersetzt.
Aufgrund der geringen Anzahl gefertigter Waffen und des angewandten Verriegelungssystems sind die Colt-Model-1905-Pistolen begehrte Sammlerwaffen.